# Ardžuna

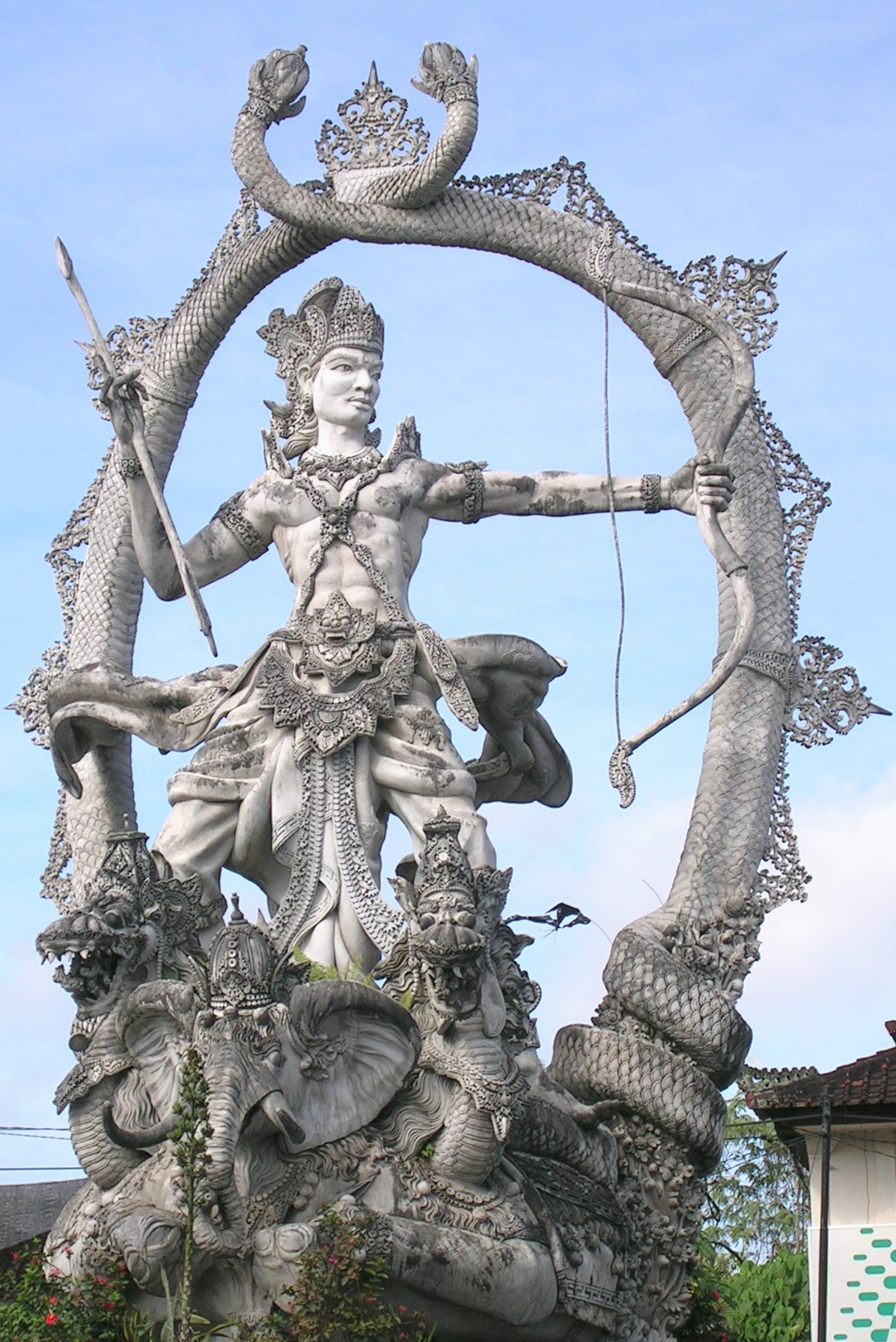
Socha Ardžuny na Bali

Ardžuna (dévanágarí अर्जुन) je jeden z ústředních hrdinů staroindického eposu Mahábhárata, kde vystupuje jako vynikající lučištník. Proto je někdy označován jako džišnu – neporazitelný. Jeho jméno znamená „jasný“, „zářivý“, „bílý“ či „stříbrný“. Ardžuna je třetí z pěti pánduovských bratří, jeho otec je Indra, nevlastní otec Pándu a jeho matka Kuntí. Ardžuna bývá považován za inkarnaci Nary, mladšího bratra Nárájany. Ardžuna podle eposu také vlastní luk zvaný Gándíva.